# 异柠檬酸脱氢酶 (NAD+)
异柠檬酸脱氢酶 (NAD+)（英語：isocitrate dehydrogenase (NAD+)，EC 1.1.1.41 （页面存档备份，存于））是一种以NAD+或NADP+为受体、作用于供体CH-OH基团上的氧化还原酶。这种酶能催化以下酶促反应：
异柠檬酸 + NAD+ {\displaystyle \rightleftharpoons } 2-酮戊二酸 + CO2 + NADH
异柠檬酸脱氢酶 (NAD+)需要二价锰离子(Mn2+)或二价镁离子(Mg2+)以维持活性。真核细胞中的异柠檬酸脱氢酶 (NAD+)以两种形式存在：其中一种与NAD+相关联且仅在线粒体中被发现并可以变构调节；另一种与NADP+还存在于细胞质基质中但不能变构调节。这两种酶——异柠檬酸脱氢酶 (NAD+)与异柠檬酸脱氢酶 (NADP+)并不相同，后者不能以草酰琥珀酸作为底物。某些物种的异柠檬酸脱氢酶 (NAD+)也能利用NADP+，但催化的反应速率较慢。